# Rue Eugène-Jumin
La rue Eugène-Jumin est une voie du 19e arrondissement de Paris, en France.

## Situation et accès
La rue Eugène-Jumin est une voie publique piétonne située dans le 19e arrondissement de Paris. Elle débute au 95, rue Petit et se termine au 198, avenue Jean-Jaurès.

## Origine du nom
Elle tient son nom du propriétaire des terrains sur lesquels elle a été ouverte. Eugène Jumin (26 décembre 1855, Sartrouville – 12 novembre 1913, Paris) était un charcutier, commandeur du Mérite agricole, président de la Fédération des charcutiers de France, président du Syndicat des charcutiers de Paris et président de l'Union philanthropique culinaire et de l'alimentation.

## Historique
La voie a été ouverte sous sa dénomination actuelle en 1911. 
La quasi-totalité des immeubles de la rue ont été construits en 1912 par l'architecte C.-H. François. De style post-haussmannien, en pierre et briques, les immeubles, bien que tous différents, ont de fortes similitudes dans le dessin de leur façade, conférant une certaine harmonie à la rue.

## Bâtiments remarquables et lieux de mémoire
Aux nos 4, 6, 8 et 10 était implantée l'usine de salaisons "Aux Jambons Français", désormais remplacée par un immeuble moderne.